# Marie Manrique de Lara y Mendoza
Marie Manrique de Lara y Mendoza provdaná z Pernštejna (* asi 1538 – 16. února 1608, Praha) byla česká šlechtična z rodu španělských grandů Manriqueů z Lary, dvorní dáma císařovny Marie Španělské a manželka Vratislava II. z Pernštejna.

## Život
Někdy se uvádí jméno María Maximiliana Manrique de Lara y Briceño. Jejími rodiči byli guvernér Parmy García Manrique de Lara y Mendoza († 1565) a Isabel de Briceno y Arevalo († 1567). Otec pocházel z rodu Mendoza (linie markýzů de Cañete), ale používal příjmení po své babičce Ines Manrique de Lara, protože byla potomkem kastilských králů, jak je u španělské šlechty obvyklé v případě významnějších jmen. 
Byla dvorní dámou Marie Španělské, manželky císaře Maxmiliána II., se kterou přicestovala do Prahy. Na španělském dvoře se Maria seznámila i s mladší sestrou své paní - Johanou Španělskou (1535–1573), která ji byla věkově bližší. Ta díky svému přátelství s Ignácem z Loyoly (1491–1556), ovlivnila pozdější Mariinu náklonnost k jezuitskému řádu.
Svatba s Vratislavem z Pernštejna se konala dne 14. září 1555 ve Vídni. Měli spolu celkem 21 dětí (8 synů a 13 dcer), řada z nich však zemřela již v dětství (svého otce přežili jen synové Jan a Maxmilián a 8 dcer).
Vratislav trávil mnoho času na cestách a u dvora ve Vídni a nechával manželku samotnou. Problémem pro ni bylo vedení domácnosti, kde se míchalo služebnictvo české a španělské, jazyková bariéra v komunikaci se služebnictvem i českou aristokracií ztěžovala správu panství. Maria byla navíc náročnou ženou. Kupovala si drahé knihy, které si nechávala dovážet přímo ze Španěl a  z důvodu reprezentace utrácela za nákladné šaty od španělských krejčích. Spolu se špatným hospodařením i toto přispělo k tomu, že kolem roku 1560 přišli Pernštejnové o většinu rodového majetku. 
Maria Manrique byla jednou z nejdůležitějších osobností tzv. pernštejnského salónu v Praze, kde se scházela politická a kulturní elita katolické a španělské strany císařského dvora. Kromě ní byly dalšími členkami salónu její neteř (a zároveň snacha) Anna Marie Manrique de Lara, její dcera Polyxena z Pernštejna a celá řada dalších pernštejnských žen. Mezi nejvýznamnější osobnosti navštěvující salón patřil i španělský vyslanec v Praze Guillen de San Clemente.

### Soška Jezulátka
Marie do Čech přivezla voskovou sošku, později nazývanou Pražské Jezulátko, zobrazující Ježíše Krista jako dítě. Sošku od ní dostala jako svatební dar její dcera Polyxena, která ji později darovala pražským karmelitánům.